# Призрак Фредерика Фишера
Призрак Фишера (англ. Fisher's ghost) — предполагаемый дух пропавшего без вести фермера Фредерика Фишера.

## Биография
Фредерик Фишер родился 28 августа 1792 года в Лондоне, Королевстве Великобритания. О детстве, юности и семье Фишера ничего не известно. В 1816 году Фредерик иммигрировал в Австралию. Он построил себе небольшое жилище и поселился близ пригорода Кемпбелтаун в Новом Южном Уэльсе. Уже тогда он считался досрочно освобождённым по неизвестному преступлению, то есть Фишер был выслан в Австралию принудительно. Здесь он познакомился с Джорджем Уорреллом (англ. George Worrall), который стал другом Фишера. Уоррелл был под аналогичным освобождением.
Прошло время. Фредерику грозил арест. Дабы не потерять и сохранить всё своё имущество, включая дом и ферму, он оформил доверенность на Джорджа. Через несколько месяцев Фишер вернулся из тюрьмы обратно в свой дом в Австралию, однако Уоррелл, как ни странно, не торопился отдавать другу его имущество. По словам Уоррелла Фишер ещё до приезда в Кемпбелтаун написал ему письмо, в котором сообщал, что не собирался возвращаться в Австралию.

## Легенда о призраке
17 июня 1826 года Фредерик Фишер таинственным образом исчез. Последний раз его видели как раз в тот самый день на своей ферме. Полиция напрямую связала исчезновение Фишера с его давним другом Уорреллом. Уоррелл владел территорией и жилищем, принадлежавшими Фишеру. Собственно Джордж Уоррелл сообщил полиции, что Фредерик не исчез, а отправился обратно в Великобританию в поисках своей семьи. Но такая информация не стала обстоятельством для прекращения поисков. В данном районе стали расклеивать объявления о розыске.
Однако дело по Фишеру стало продвигаться, когда местный житель по имени Джеймс Фарли сообщил, что якобы ночью видел призрака Фишера. По словам Фарли, призрак сидел на заборе. Издававший стоны призрак указывал на ручей, протекавший позади фермы Фишера. Вскоре полиция выкопала из земли труп, находившийся как раз в том месте, куда по словам Фарли указывало приведение. Это было тело Фредерика Фишера. Джорджа Уоррелла обвинили в убийстве, а впоследствии незадолго до смертной казни Уоррелл признался в содеянном. Тело Фредерика Фишера было похоронено на кладбище у местной церкви Святого Петра.
Есть и другие предположения на счёт смерти, убийцы и призрака Фредерика Фишера. Они приведены в списке литературы ниже.

## Фестиваль в честь призрака Фишера
Данный фестиваль проходит каждый ноябрь с 1956 года в Кемпбелтауне. Он посвящён одному из самых известных привидений Австралии — призраку Фишера. Мероприятие проходит в течение 10 дней. Включает уличный парад, ярмарку, дни открытых дверей, а также карнавал с фейерверками.

## Упоминания в культуре
В 1924 году в Австралии был выпущен немой фильм «Призрак Фишера» (реж.: Реймонд Лонгфорд). А также была поставлена одноимённая опера.